# Енн Марі Ріос
Енн Марі Ріос (англ. Ann Marie Rios; нар. 5 вересня 1981 року, Санта-Кларита, Каліфорнія, США) — американська порноакторка.

## Життєпис
До дебюту в порноіндустрії у віці 19 років закінчила академію у Голлівуді.
У 2003 році підписала контракт з компанією «Metro Interactive», а в 2004 вже випустила свій перший фільм Babes Illustrated 14. Повернувшись до порноіндустрії в 2005 році, додала до свого імені «Ріос». У липні 2009 року стала президентом компанії «Erotique Entertainment».

## Нагороди та номінації
| Рік  | Нагорода   | Результат | Категорія | Фільм                |
| ---- | ---------- | --------- | --- | -------------------- |
| 2004 | AVN Award  | Номінація | Best Actress — Video | Babes Illustrated 13 |
| 2004 | AVN Award  | Номінація | Best All-Girl Sex Scene — Video (з Ред Гівен і Рамоною Лав) | Babes Illustrated 13 |
| 2004 | AVN Award  | Перемога  | Best Group Sex Scene, Film (з Дрю Беррімор, Тейлор Сент-Клер, Саванною Семсон, Дейлом ДаБоуном, Мікі Дж. та Стівеном Сент-Круа)                                        | Looking In           |
| 2009 | AVN Award  | Номінація | Best All-Girl Couples Sex Scene (з Санні Леоні) | Sunny Loves Matt     |
| 2009 | AVN Award  | Номінація | Best Oral Sex Scene | Head Case 4          |
| 2009 | AVN Award  | Номінація | Best Tease Performance | Chicks and Salsa 5   |
| 2009 | AVN Award  | Номінація | Unsung Starlet Of The Year | Н/Д                  |
| 2009 | XRCO Award | Номінація | Best Cumback | Н/Д                  |
| 2010 | AVN Award  | Номінація | Best POV Sex Scene | Fucked on Sight 6    |
| 2010 | AVN Award  | Номінація | Female Performer of the Year | Н/Д                  |
| 2011 | AVN Award  | Номінація | Best All-Girl Group Sex Scene (з Санні Леоні, Гезер Вендевен і Сарою Слоен)                                                                                            | Girlfriends 2        |
| 2011 | AVN Award  | Номінація | Most Outrageous Sex Scene (з Емі Брук, Енді Сан Дімас, Ешлі Оріон, Чарлі Чейз, Крістіною Роуз, Монік Александер, Семмі Роудс, Сінн Сейдж, Тарою Лінн Фокс, Беладонною) | Party of Feet 2      |
| 2011 | XBIZ Award | Номінація | Acting Performance of the Year — Female | The Engagement Party |
| 2011 | XBIZ Award | Номінація | Porn Star Site of the Year | AnnMarieRios.com     |
| 2012 | AVN Award  | Номінація | Best All-Girl Group Scene (з Алексіс Тексіс, Крістіною Роуз і Сінн Сейдж)                                                                                              | Party of Feet 3      |
| 2012 | AVN Award  | Номінація | Best Girl/Girl Sex Scene (з Алексіс Тексіс) | Dirty Panties        |
| 2012 | AVN Award  | Номінація | Best Supporting Actress | Escaladies           |
| 2012 | AVN Award  | Номінація | Most Outrageous Sex Scene (з Алексіс Тексіс, Крістіною Роуз і Сінн Сейдж)                                                                                              | Party of Feet 3      |
| 2012 | XBIZ Award | Номінація | Porn Star Site of the Year | AnnMarieRios.com     |
| 2013 | XBIZ Award | Номінація | Best Actress — Couples-Themed Release | Venus in Furs        |